# Dirophanes hariolus
Dirophanes hariolus är en stekelart som först beskrevs av Cresson 1867.  Dirophanes hariolus ingår i släktet Dirophanes och familjen brokparasitsteklar. Inga underarter finns listade i Catalogue of Life.